# پرده پاره
پردهٔ پاره (به انگلیسی: Torn Curtain) فیلمی در ژانر تریلر سیاسی و به کار گردانی آلفرد هیچکاک محصول سال ۱۹۶۶ است. نام فیلم برگرفته از اصطلاح پرده آهنین بلوک شرق است.

## خلاصه داستان
آرمسترانگ (پل نیومن) دانشمند فیزیک اتمی به همراه نامزدش سارا شرمن (جولی اندروز) به کپنهاگ می‌روند و در آنجا با تظاهر به اینکه می‌خواهند به بلوک شرق پناهنده شوند به آلمان شرقی می‌روند در حالی که هدفشان سرقت علمی فرمولی از پروفسور لینت (دونات) است.

## بازیگران

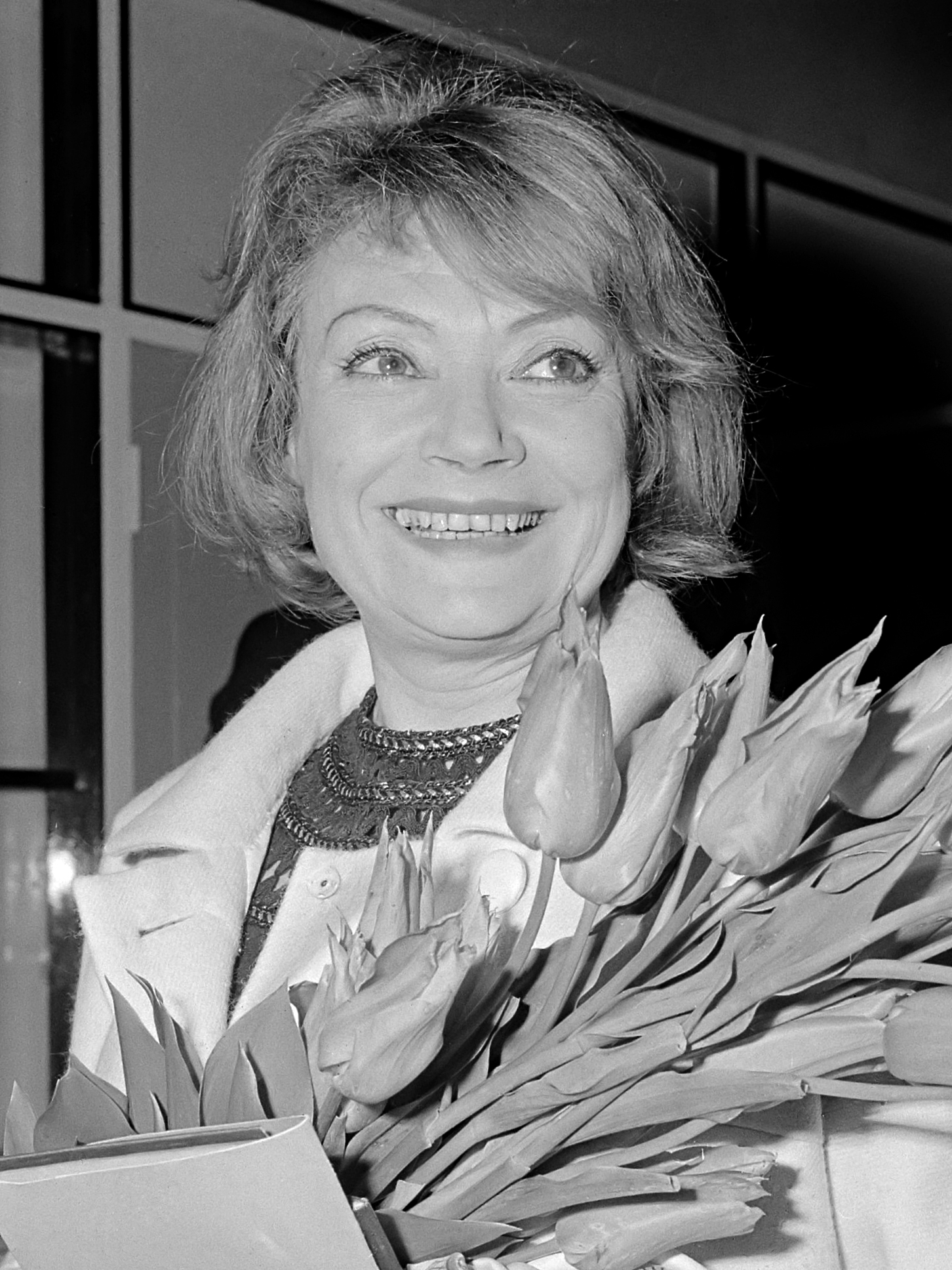
لیلا کدرووا
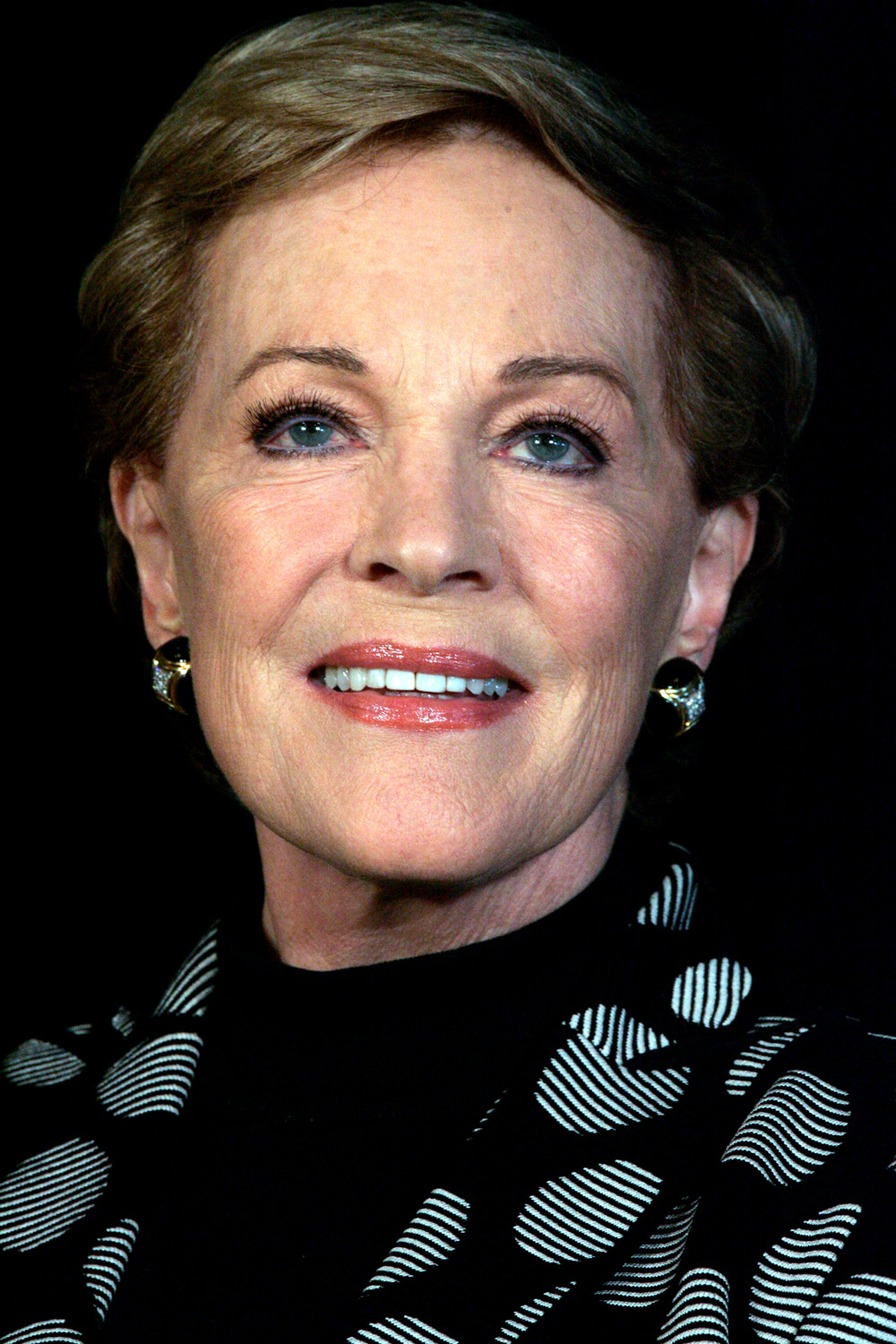
جولی اندروز
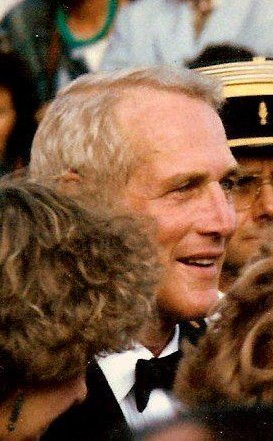
پل نیومن
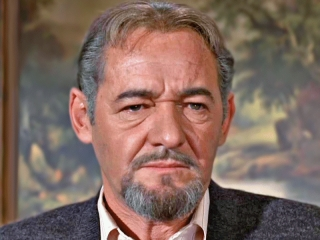
دیوید اپاتوشو